# Aeroportul Internațional Enrique Malek
Aeroportul Internațional Enrique Malek (IATA: DAV, ICAO: MPDA) este un aeroport din David, Panama, David District⁠(d), Provincia Chiriquí, Panama ce deservește zona David. Aeroportul a fost tranzitat în 2018 de 243.774 de pasageri.
Situat la o altitudine de 27 m, aeroportul dispune de o singură pistă.